# 프레너미

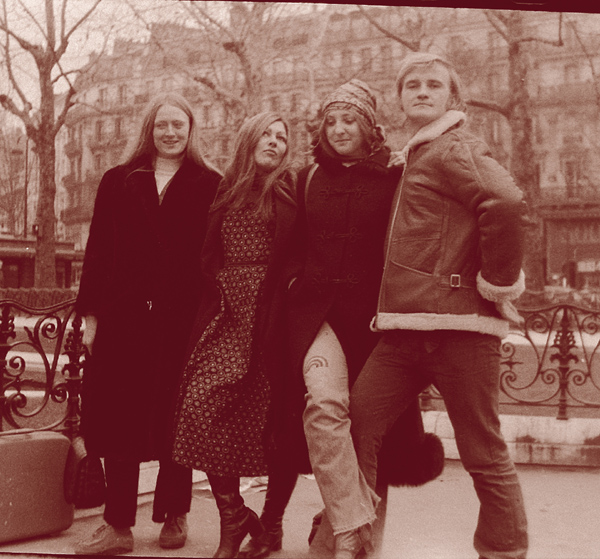
친구가 함께 웃으면서 사진을 찍을 수 있지만 카메라를 치우면 프레너미일 수 있습니다.

프레너미(frenemy)는 "친구"(friend)와 "적"(enemy)라는 두 상반적인 단어의 합성어로 근본적으로는 혐오하거나 또는 경쟁자임에도 불구하고 친절한 사람" 또는 "친구와 적의 특성을 함께 갖는 사람"을 말한다 이 용어는 개인과 그룹 또는 기관 간의 개인적, 지정학적, 상업적 관계를 설명하는데 사용된다. 이 용어는 또한 경쟁적인 우호관계를 나타낸다.
이 단어는 상류층인 미트포드 자매(Mitford sisters)의 문학적, 사회적 배경에서 비롯되었다. 미국에 기반을 둔 작가이자 활동가 인 제시카 미트 포드(Jessica Mitford)는 이 단어를 처음 퍼트리고 다음과 같이 기록하였다. "Frenemy는 매우 유용한 단어이다. 내 동생이 어렸을 때 옆집 친구를 묘사하는 말로 사용되곤 하였다. 그들은 서로 계속 함께 놀았다… 별로 좋아하는 사이는 아니었지만.

## 역사
"Frenemy"는 1953년 초에 "러시아를 우리의 Frienemies라고 부르는 것은 어떨까?"라는 제목으로 미국 가십 칼럼니스트 월터 윈첼에 의해 네바다주 저널에 사용되었다 1990년대 중반부터 이 말의 사용량이 급격히 증가했다.

## 사람들
비즈니스위크(Businessweek)의 기사는 frenemies는 직장에서 특히 비즈니스 파트너십 사이에서도 자주 접하게 된다. 점점 비공식적인 작업 환경과 "사람의 직업과 개인 생활을 연결하는 매우 밀접하고 얽힌 관계가 흔하기 때문에 ... 과거에 사람들이 동료들과 사교 관계를 맺는 것은 결코 들어 본 적이 없는것은 아니지만, 사람들이 직장에서 보내는 시간이 길어짐에 따라 사무실 밖에서 우정을 쌓을 시간과 성향이 적은 많은 사람들을 남겼다." 두 명 이상의 비즈니스 파트너가 모여 서로 이익을 얻을 때 전문적인 관계는 성공적이지만, 개인적인 관계에는 비즈니스 이외의 일반적인 관심사가 필요하다. 직장, 스포츠 클럽 또는 성과 비교가 필요한 장소의 관계는 사람 사이의 공통점 때문에 형성된다. 치열한 환경으로 인해 경쟁력이 질투심을 야기시키고 관계가 악화될 수 있다. 프레너미식의 관계는 비즈니스 거래 또는 경쟁에 대한 공통된 관심 때문에 일상적이고 일반적이 되었다.
지그문트 프로이드(Sigmund Freud)는 자신에 대해“친밀한 친구와 미움을 받는 적은 항상 내 감정적인 삶에 없어서는 안 될 요소이다....흔하게.... 친구와 적은 같은 사람인 경우가 있다.

## Frenemies의 종류
Frenemies는 그들의 행동에 따라 다른 범주로 나눌 수 있다 :
- 일방적 프레너미: 한 사람이 도움이나 호의가 필요할 때만 다른 사람에게 다가 가거나 만날 때, 그 사람은 일방적인 프레너미로 간주 될 수 있다. 이 사람은 다른 사람의 삶에는 관심이 없으며 다른 사람과 무슨 일이 일어나고 있는지에 관심이 없다. 또한 상대방이 필요할 때는 나타나지 않는다. 따라서 일방적인 관계이다.
- 걸러지지 않은/열악한 프레너미: 이 프레너미는 친구를 모욕하고, 놀리며, 냉소적인 농담을 하여 너무 자주 용납하기가 어렵다. 그/그녀는 비밀을 공개적으로 공개한다. 그래서 그 사람은 결국이 프레너미를 미워하기 시작할 것이다.
- 지나치게 관여 된 프레너미: 이런 종류의 프레너미는 친구의 승인없이 친구의 삶에 관여한다. 그/그녀는 무언가를 찾기 위하여 허가없이 가족, 친구 또는 다른 사람들에게 부적절한 방식으로 연락한다. 그들의 과도한 참여는 친구를 귀찮게한다.
- 욕심많은 직장의 프레너미: 이 프레너미는 기본적으로 한 사람의 경쟁자이다. 그들이 같은 곳에서 일하기 때문에, 그는 잘 행동하고, 칭찬을 하고, 친분을 갖고 행동하지만, 실제로는 상대방에게 좋은 일을 원하지 않는다. 그/그녀는 그들이 그들보다 더 성공하기를 결코 원하지 않는다.
- 양면성의 프레너미: 이 종류의 프레너미는 긍정적이고 부정적인 특성을 함께 갖고 있다. 때로는 도움이되고 예의 바르기도하지만 때로는이기적이고 경쟁적인 방식으로 행동하기도 한다.
- 질투 많은 프레너미: 질투는 친구를 프레너미로 만들 수 있다. 사람들은 그들의 어린시절, 성공, 아름다움, 성격, 유머, 사회적 지위 때문에 친구들을 질투 할 수 있다.
- 불확실한 프레너미: 친구의 상태나 친밀감을 정확히 알지 못하는 경우. 예를 들어, 다른 사람이 자신을 좋아하는지 아닌지, 실제 친구인지 비즈니스 친구인지, 다른 사람이 가족 프로그램에 초대하는 것을 고려한다면 확실하지 않다.

## 같이 보기
- 안티
- 경쟁

## 참조
- 경쟁
- 내 적의 적이 내 친구 야
- 적의 홍보
- 사랑-증오 관계